# Cúpula de Ferro

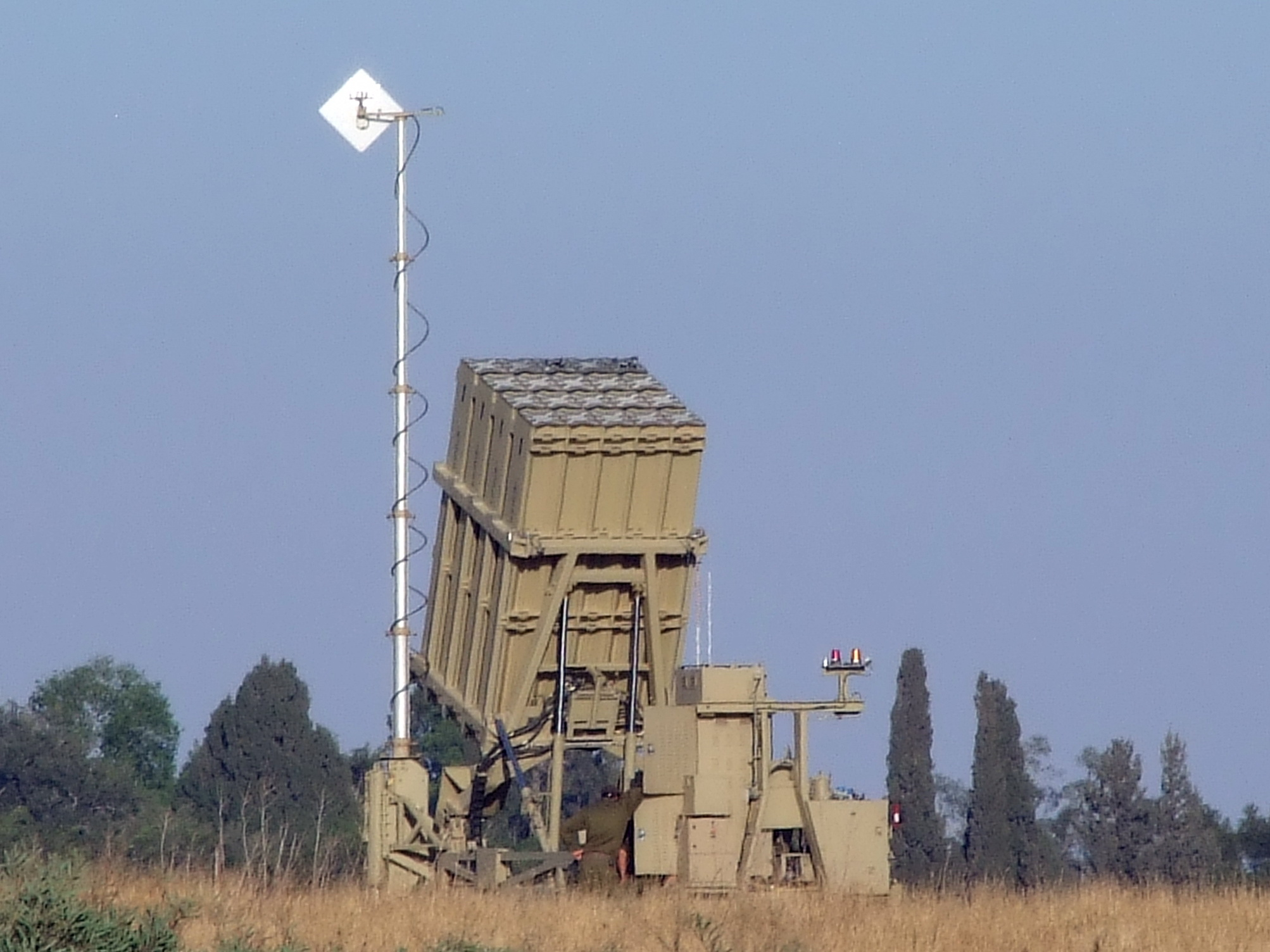
Una llançadora del sistema mòbil Iron Dome desplegada a prop de la vila de Sederot, Israel

Cúpula de Ferro (en hebreu: כִּפַּת בַּרְזֶ, kipat Barzel, també anomenada en anglès Iron Dome) és un sistema mòbil de defensa aèria desenvolupat per l'empresa Rafael Advanced Defense Systems. Es tracta d'un sistema de míssils dissenyat per interceptar i destruir coets de curt abast i projectils artillers llançats des d'una distància de 4 a 70 quilòmetres destinats al bombardeig de població civil.

## Resposta defensiva
Aquest sistema és utilitzat per l'Estat d'Israel, que preveu a mitjà termini augmentar l'abast efectiu dels míssils de 70 a 250 quilòmetres i augmentar la seva versatilitat, com la capacitat d'interceptar míssils provinents de múltiples direccions. El sistema va ser creat com a resposta defensiva a l'amenaça sobre la població israeliana causada per la caiguda de coets procedents del Líban, i la Franja de Gaza.

## Sistema de defensa anti-míssil
La Cúpula de Ferro va ser declarada operativa i desplegada el 27 març 2011 a prop de Beerxeba. El 7 d'abril el sistema interceptar amb èxit un primer míssil Grad llançat des de la franja de Gaza. El 10 de maig el Jerusalem Post va publicar que el sistema havia abatut el 90% dels míssils llançats cap a Israel. Al novembre ja havien estat interceptats més de 400 coets. L'Iron Dome, també és capaç d'interceptar aeronaus a una alçada màxima de 10.000 metres, per això és considerat com un dels millors sistemes de defensa anti-míssil de la Terra.